# Іон Еліаде-Редулеску
Іон Еліаде-Редулеску або Іон Еліаде (6 січня 1802 року , Тирговіште — 27 квітня 1872 р., Бухарест) — румунський академік, поет-романтик і класицист, есеїст, мемуарист, новеліст, редактор газет і політик. Перекладач зарубіжної літератури на румунську мову, автор книг з мовознавства та історії.

## Біографія
Еліаде Редулеску народився в Тирговіште в родині Іллі Редулеску, заможного власника, який в 1810-х роках був керівником патрульної частини, та Євфросіни Даніепополь, яка здобувала освіту грецькою мовою. Троє його братів і сестер померли від бубонної чуми до 1829 р. Батьки піклувалися про Іона: Іллі Редулеску придбав будинок, який колись належав вченому Георге Лазару, в околицях Бухареста як подарунок своєму синові. Родина була власницею великого саду в районі Бухареста та маєтку в околицях Făgăraş і Gârbovi.
Після базової освіти грецькою у тьютора Іон Еліаде Редулеску навчився читати румунською кирилицею за допомогою олтенських слуг батька. Він став читачем популярних романів, особливо під час перебування 1813 року в Гарбові. Після 1813 року Редулеску був вихованцем православного ченця Наума Рамнічану; в 1815 р.перейшов до грецької школи в Шиту Магуряну в Бухаресті, а в 1818 р. — до школи Святого Сави, де навчався під керівництвом Георге Лазара.
Повстання волохів призвело до припинення діяльності школи, де він був помічником вчителя Лазара, який навчав арифметиці та геометрії. Саме в ті роки він прийняв прізвище Еліаде.
Більшу частину свого життя Еліаде Редулеску був викладачем у коледжі Святого Сави в Бухаресті, який він допоміг відновити. Він був засновником і першим президентом Румунської академії.
Еліаде Редулеску — один з найвидатніших представників румунської культури першої половини 19 століття, вперше прославився завдяки спілкуванню з Георге Лазаром та підтримці спроб Лазара припинити освіту грецькою мовою. Протягом наступних десятиліть він відігравав важливу роль у формуванні сучасної румунської мови. Романтичний землевласник, який став на бік поміркованих лібералів, Еліаде був серед лідерів волоської революції 1848 року, після чого змушений був провести кілька років у вигнанні.

### За Григора Гіки
У 1822 році, після того як Георге Лазар захворів, Еліаде знову відкрив школу святого Сави і служив її головним учителем (спочатку без будь-якої винагороди). Пізніше до нього долучились інші інтелектуали того часу, такі як Евфросін Потека. Це відновлення відбулося внаслідок постанов принца Григорія IV Гіки, який щойно був призначений Османською імперією на трон Валахії. Принц Гіка схвалив освіту румунською мовою і визначив викладання грецькою мовою як «основу зла» (temelia răutăţilor).
Наприкінці 1820-х років Еліаде брав участь у культурній політиці. У 1827 році він разом з Дініку Голеску заснував Румунське літературне товариство, яке через свою програму запропонувало перетворити школу Святого Саву в коледж, відкрити ще одну таку установу в Крайові та створити низку шкіл практично у всіх волоських населених пунктах. Приблизно в той час Еліаде став масоном, що було актуально для того часу.
У 1828 р. Еліаде опублікував свою першу роботу — нарис з румунської граматики в трансильванському місті Германштадт (яке на той час було частиною Австрійської імперії), а 20 квітня 1829 р. розпочав друкувати бухарестську місцеву газету. Публікувались статті як румунською, так і французькою мовами. Спочатку газета виходила як тижневик, а пізніше — раз на два місяці, аж до 1839 року, коли газета почала виходити три-чотири рази на тиждень. Його найбільш відомими авторами були сам Еліаде, Грігоре Александреску, Константин Негруцці, Дімітріє Болінтіняну та інші
У 1823 році Еліаде познайомився з Марією Александреску, в яку він закохався і згодом одружився з нею. До 1830 року двоє дітей Еліади, син на ім'я Вірджиліу і дочка на ім'я Віргілія, померли в дитинстві. Шлюб вступив у тривалий кризовий період, що відзначався частими спалахами ревнощів Марії. Іон Еліаде, ймовірно, мав низку позашлюбних стосунків. Перед смертю первістка Марія Еліаде прийняла у своєму будинку Григора Александреску, відомого письменника. Іон підозрював, що той був її коханицем. Незважаючи на конфлікти, Марія Еліаде народила ще п'ятьох дітей, чотирьох доньок та одного сина.

### Друкар і придворний поет

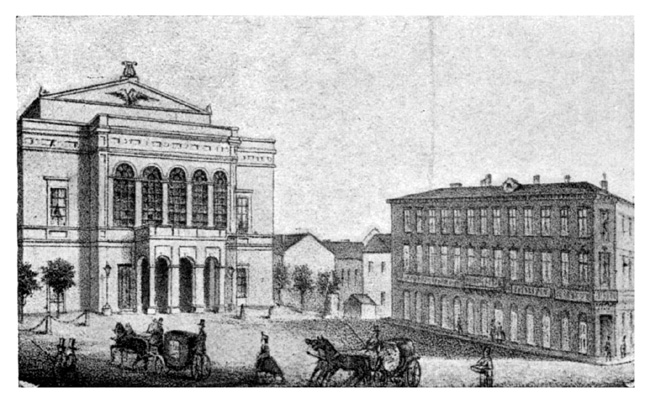
Стара будівля Національного театру Бухареста в 1866 році

У жовтні 1830 року він разом зі своїм дядьком Ніколае Редулеску відкрив першу приватну друкарню в своїй країні. Серед перших творів, які він опублікував, — збірка віршів Альфонса де Ламартина, перекладена Еліаде з французької мови разом з деякими його власними віршами. Пізніше він переклав підручник з метру та стандартний посібник арифметики Луї-Бенджаміна Франкера, а також праці авторів Просвітництва - «Магомет» Вольтера та оповідання Жана-Франсуа Мармонтеля. У 1839 р. був надрукований твір Жюлі Жака Руссо «Нова Елоїза».
Еліаде розпочав кар'єру державного службовця після того, як йому доручили надрукувати Офіційний бюлетень. Видання було успішним, родина мала прибуток.
У 1834 р., коли на престол прийшов принц Александру II Гіка, Еліаде став одним із найближчих його співробітників, називав себе «придворним поетом». Деякі вірші та дискурси, написані ним у той період, написані як панегірики та присвячені Гіці, якого поет зобразив як ідеальний прототип монарха. Коли молоді реформатори вступали в конфлікт з принцом, він дотримувався нейтралітету, аргументуючи це тим, що всі залучені сторони представляють привілейовану меншину. А згодом визначив власну позицію словами «Я ненавиджу тиранів». Я боюся анархії".
У 1834 р. Еліаде почав викладати в школі і опублікував свої перші переклади творів лорда Байрона (у 1847 р. Він закінчив переклад Байронового « Дон Жуана»). У 1839 р. Еліаде переклав " Дон Кіхота « Мігеля де Сервантеса з французького джерела. Перша збірка його власних прозових та поетичних творів побачила світ у 1836 р.

### Революція 1848 року

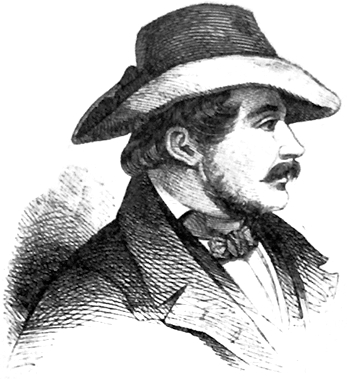
Еліаде в 1848 році, деталь групового портрету членів Тимчасового уряду

До того, як Александру Гіку замінили Георге Бібеску, його стосунки з Еліаде погіршились. На відміну від свого попереднього заклику до поміркованості, письменник вирішив стати на бік ліберальної течії в її змовницькій опозиції до Бібеску.

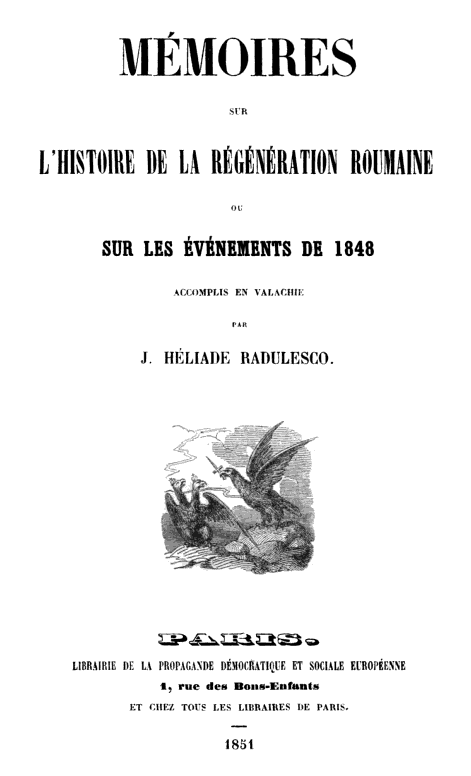
Титульна сторінка Мемуару сюр-істуатора Регенерації Румен або сюр Ел Евенс 1848 р., Здійсненого в Валакі (1851)

Навесні 1848 р., коли проходили перші європейські революції, Еліаде був залучений до співпраці з таємним товариством, заснованим Ніколае Бальческу, Іоном Гікою, Крістіаном Теллом і Александром Г. Голеску. Він також співпрацював з реформаторським викладачем французької мови Жаном Александром Вайаном, якого зрештою було вислано після того, як його діяльність була доведена до відома влади.
Як і більшість інших революціонерів, Еліаде виступав за підтримку добрих відносин з Османською імперією, сюзереновою владою Валахії, сподіваючись, що ця політика може допомогти протистояти російському тиску.

### Вигнання

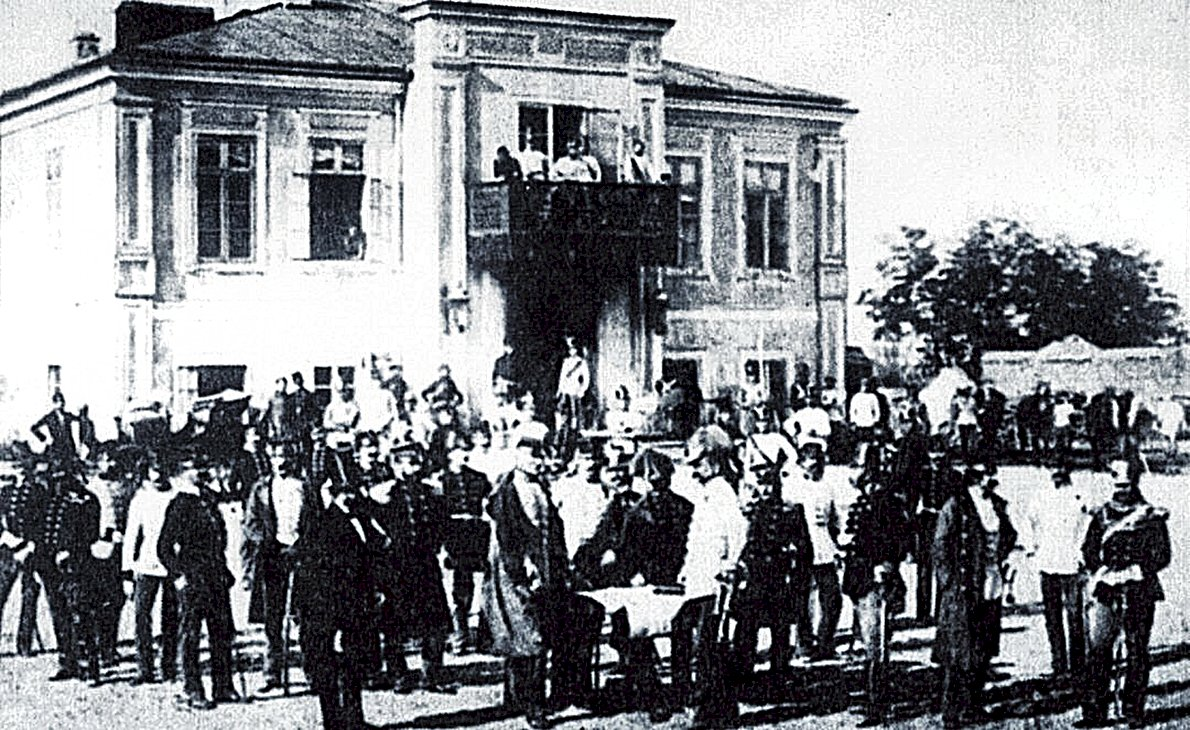
Йоган Короніні-Кронберг та його війська перед Будинком Мейтані в Бухаресті

У 1850—1851 рр. його відправили у вигнання у Францію. У Парижі, місті, де він оселився, було видано кілька його мемуарів про революцію, написаних як румунською, так і французькою мовами.
Саме під час перебування в Парижі він зустрівся з П'єром-Жозефом Прудоном, анархістським філософом. Еліаде скористався цією можливістю, щоб повідомити про румунську справу співробітникам Прудона.
У 1851 р. Еліаде возз'єднався з родиною на острові Хіос, де вони пробули до 1854 р. Після евакуації російських військ з Дунайських князівств під час Кримської війни Еліаде представляв румунську націю в Шумені. Знову висловивши симпатію до османської справи, він був нагороджений титулом бея. За словами Йорги, позиції Еліаде відображали його надію „повернути втрачену владу“ в 1848 році; історик також наголосив, що Омар ніколи фактично не користувався послугами Еліаде.
Пізніше в тому ж році він вирішив повернутися в Бухарест, але австрійська влада не дала на це дозволу. Повернувшись до Парижа, Еліаде продовжував писати праці на політичні та культурні теми, включаючи аналіз європейської ситуації після Мирного договору 1856 р. та нарис Біблії 1858 р. У 1859 році він опублікував власний переклад Септуагінти під назвою „Священна Біблія, що складається з Нового та Старого Завіту“).

### Останні роки

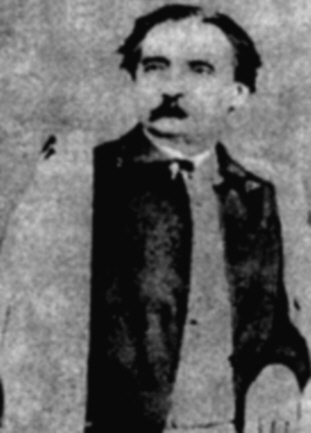
Фотографія Еліаде Редулеску

У 1859 році Еліаде повернувся до Бухареста, який став столицею Об'єднаних князівств після спільних виборів Олександру Іоана Кузи, а згодом — міжнародно визнаного Румунського князівства. Саме в той період він знову додав Редулеску до свого прізвища. До самої смерті філософ публікував праці з найрізноманітніших питань, концентруючись при цьому на внесках в історію та літературну критику, редагуючи нову збірку власних віршів. У 1863 році Домнітор Куза присудив йому щорічну пенсію в розмірі 2000 леїв.
Через рік після створення Румунської академії (під назвою „Академічне товариство“) він був обраний її першим президентом (1867) На той час, як і більшість інших романтиків 1848 року, він став об'єктом критики з боку молодого покоління інтелігенції.
Під час виборів 1866 року Еліаде Редулеску здобув місце в палаті депутатом від міста Тирговіште. Він був єдиним волоським депутатом, який приєднався до Ніколае Іонеску та інших учнів Симіона Барнуціу.
Виступаючи в парламенті, він порівняв прийняття іноземного панування з періодом фанаріотів. Проте опозиція була слабкою, і резолюція була прийнята з переважною більшістю.
Серед останніх друкованих робіт Іона Еліаде Редулеску — підручник з поетики (1868) та том з румунської орфографії. Його психічне здоров'я погіршувалось, він помер у своїй резиденції в Бухаресті на вулиці Полоне, 20.

## Еліаде та румунська мова

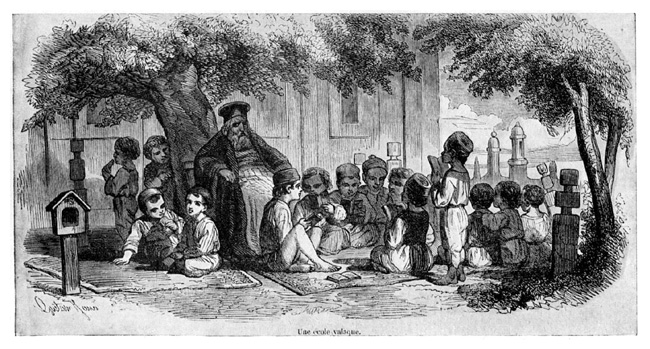
Типова релігійна школа під відкритим небом у Бухаресті протягом 1840-х років

Найвпливовіші внески Еліаде пов'язані з його зацікавленістю у розвитку сучасної румунської мови, в якій він синтезував просвітницькі принципи та романтичні націоналістичні ідеали покоління 1848 року. У той час, коли відкидали румунську мову на користь французької чи грецької, він та його прибічники висловлювались за адаптацію румунської мови до вимог модернізації. Він писав: „Молоді люди, займіться національною мовою, розмовляйте та пишіть нею; готуйтеся до її вивчення, до її вирощування, а культивування мови означає писати на ній про всі науки та мистецтва, про всі епохи та народів. Мова сама об'єднує, зміцнює та визначає націю; займіться цим насамперед“.
Його робота над румунською граматикою вимагала зменшити кирилічне письмо до 27 літер, що відображає фонетичне написання (для цього правила Еліаде навів приклад латинського алфавіту, який використовується в Стародавньому Римі). Незабаром він розпочав кампанію на користь впровадження романських неологізмів, які хотів адаптувати до румунської орфографії. До того часу румуни в різних регіонах усвідомили необхідність уніфікації різновидів румунської мови та створення стандартної румунської лексики: це поняття вперше підтримали трансильванці Георге Сінкай та Петру Майор, пропозицією яких було об'єднати румунів навколо цього питання. Еліаде, який вперше запропонував мовний регулятор (ідея, яка мала бути використана для створення Румунської академії), розширив цю спадщину, підкресливши, що діалект, на якому розмовляли в Мунтенії, склав основу релігійних текстів, опублікованих до 16 століття.

### Історичні та релігійні сюжети

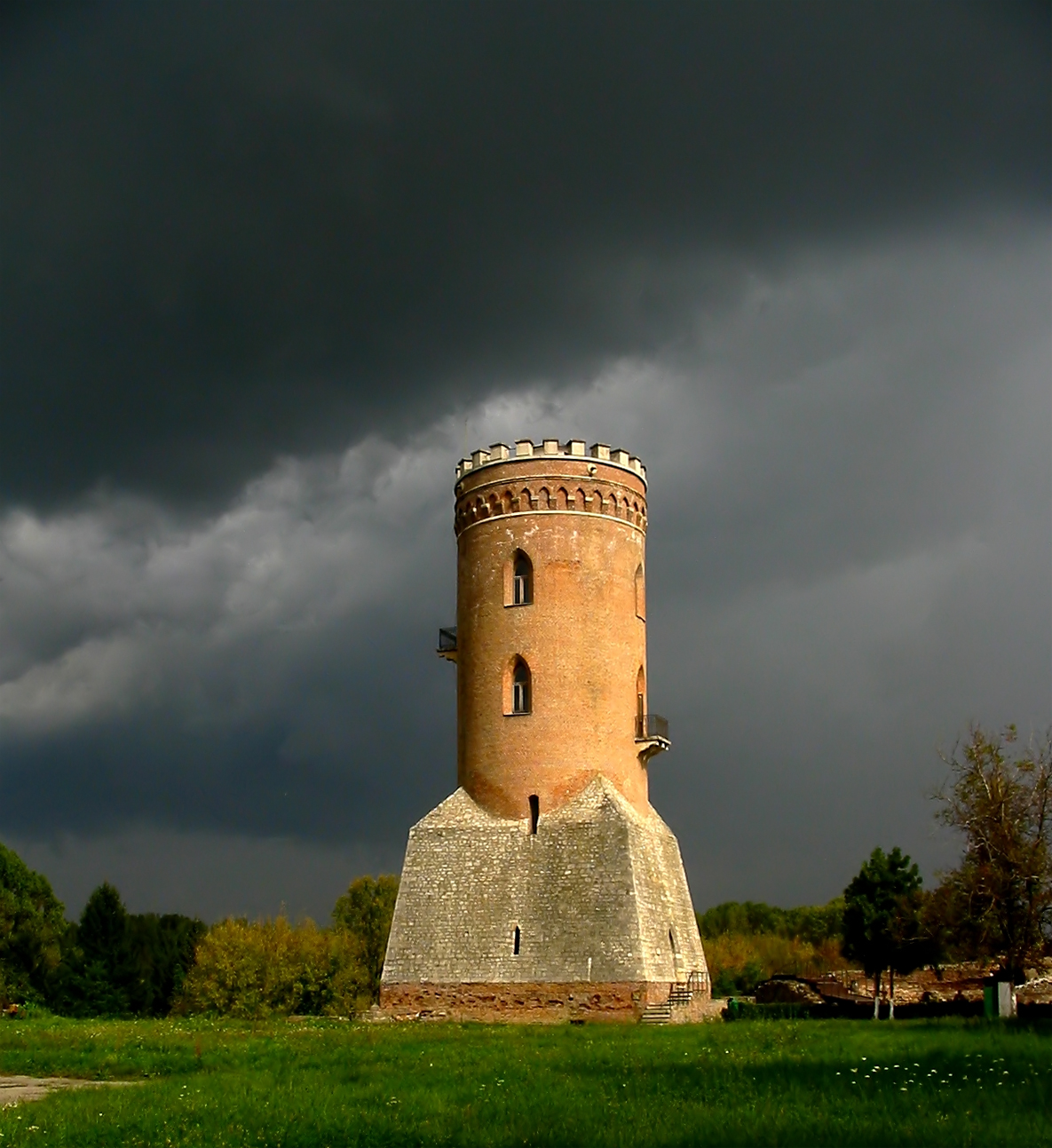
Вежа Чіндія, частина цитаделі Тирговіште

Іон Еліаде Редулеску писав: „Ніщо не гідне глузування, якщо хтось пишається своїми батьками і предками, і нічого більш гідне похвали, коли великі вчинки предків є зразком і поштовхом до змагання серед нащадків“. Головною історичною фігурою в його поезії є волоський принц кінця XVI століття Михайло Хоробрий, який об'єднав Валахію, Молдавію та Трансильванію Він мав стати головним героєм епічної поеми» Міхайада ", в якій були завершені лише два розділи, написані в дуже різних стилях (відповідно в 1845 і 1859 роках). Інші історичні поеми також розширювали ідеал єдиної румунської держави, представляючи покоління 1848 року як зразок для майбутніх румунських політиків.

## Пам'ять

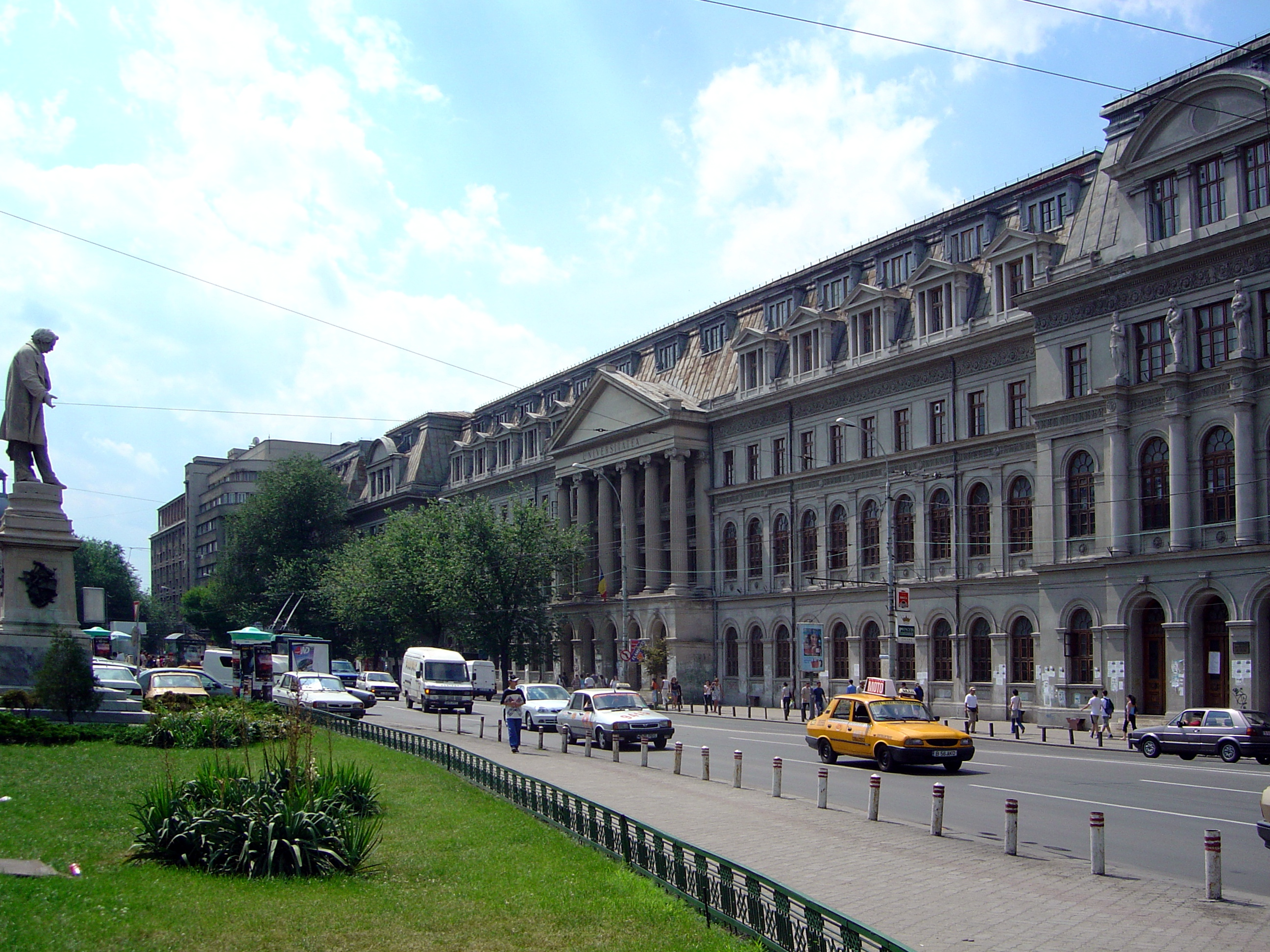
Пам'ятник Еліаде Редулеску, навпроти будівлі Бухарестського університету

- Пам'ятник Іону Еліаде Редулеску (автор — італійський скульптор Етторе Феррарі) стоїть перед будівлею університету в центральній частині Бухареста. Румунська академія запровадила премію Іона Еліаде Редулеску — у 1880 році вона була присуджена Богдану Петрічейку Хасдеу у сумі 5000 золотих лей.[38] Через десять років приз став центром скандалу, у якому задіяний з одного боку драматург Йон Лука Караджале, а з іншого — культурний заклад, сформований навколо членів Національно-ліберальної партії, включаючи Хасдеу та Димитрі Стурдза. Останній не схвалював антиліберальної позиції Караджале та передбачуваного космополітизму.[39] Вони відмовились вручити йому премію.
- Середня школа в його рідному Тирговішті носить ім'я Іона Еліаде Редулеску, як і село в гміні Зідурі, округ Бузеу. Могила Таке Іонеску, впливового політичного діяча і колишнього прем'єр-міністра Румунії, який був нащадком Еліаде, знаходиться в монастирі Сіная, неподалік від ялини, посадженої Геліаде та його колегами-революціонерами 1848 року.
- У своїй поемі 1870 року " Епігони " Міхай Емінеску віддав шану раннім румуномовним письменникам та їх внеску в літературу. Еліаде присвячена ціла строфа.
- Іон Лука Караджале бачив свого попередника в Еліаде і висловлював симпатію до його політичних ідеалів. Протягом 1890-х він перевидав статтю Еліаде в головному журналі Консервативної партії. Один із найвизначніших персонажів Карагіале, учитель трансильванської школи Маріус Чікош Ростоган, поділяє багато рис зі своїми колегами в оповіданнях Еліаде. Розвиваючи власну теорію, він стверджував, що існує чітка різниця між поколіннями Еліаде Редулеску, Іоном Кампінеану та Ніколае Бальческу, а з іншого — національно-ліберальним істеблішментом, сформованим навколо Пантазі Гіки, Ніколае Місайла та Михайло Патарлагеану, яких ототожнив з лицемірством, демагогією та політичною корупцією.
- В « Автобіографії» румунський філософ Мірча Еліаде зазначив, що його предки, первісне прізвище яких було Ієремія, прийняли нову назву як данину пам'яті Еліаде Редулеску.